# George I van Württemberg
George I van Württemberg bijgenaamd de Voorzichtige (Urach, 4 februari 1498 – Kirkel, 17 juli 1558) was van 1526 tot 1534 en van 1553 tot 1558 graaf van Montbéliard. Hij behoorde tot het huis Württemberg.

## Levensloop
George I was de zoon van Hendrik van Württemberg, graaf van Montbéliard, en diens tweede echtgenote Eva van Salm, dochter van graaf Johan VII.
Zijn oudere halfbroer Ulrich werd in 1498 hertog van Württemberg. In 1514 verwierf George het bezit over de heerlijkheid Horburg, de stad Reichenweier en de burcht en de heerlijkheid Bilstein. In 1519 werd zijn halfbroer Ulrich uit Württemberg verdreven. George probeerde Ulrich te steunen met wapengeweld, maar moest in ballingschap naar Straatsburg gaan. In september 1526 verkocht Ulrich hem het graafschap Montbéliard, met een optie om het graafschap terug te kopen.
In 1531 sloot George zich aan bij het Schmalkaldisch Verbond tegen keizer Karel V. Met de hulp van landgraaf Filips I van Hessen kon zijn halfbroer Ulrich in 1534 Württemberg heroveren. Ook kocht Ulrich opnieuw het graafschap Montbéliard, waar diens zoon Christoffel in 1542 stadhouder werd.
Na de nederlaag van het Schmalkaldisch Verbond in 1547 was keizer Karel V van plan het graafschap Montbéliard te annexeren. Na het Verdrag van Passau in 1552, waarbij Württemberg Montbéliard mocht behouden, kreeg George in 1553 het graafschap terug van zijn neef Christoffel. Hij bestuurde Montbéliard tot aan zijn dood in 1558.
Toen Christoffels zoon Lodewijk in 1593 zonder erfgerechtigde nakomelingen stierf, erfde Georges zoon Frederik I het hertogdom Württemberg. 

## Huwelijk en nakomelingen
Op 10 september 1555 huwde hij met Barbara (1536-1597), dochter van landgraaf Filips I van Hessen. Ze kregen drie kinderen:
- Ulrich (1556-1557)
- Frederik I (1557-1608), graaf van Montbéliard en hertog van Württemberg
- Eva Christina (1558-1575)